# National Research Council of Canada
National Research Council of Canada (NRC), fr. Conseil national de recherches Canada (CNRC), Narodowa Rada Badań Naukowych – najważniejsza kanadyjska instytucja centralna sprawującą pieczę nad badaniami naukowymi i wdrażaniem nowych technologii. Jest siecią wspólnie zarządzanych państwowych instytutów naukowych, agend i laboratoriów, których celem jest ogół działalności badawczo-rozwojowej o możliwie najwyższym poziomie naukowym. Jest skupiskiem wybitnych kanadyjskich uczonych. Na czele komitetu stoi John McDougall.

## Wynalazki
NRC powołano w 1916 roku, kiedy rząd Kanady odczuł, że przy podejmowaniu decyzji brakuje mu odpowiedniego ciała doradczego. W kilka lat po I wojnie światowej w Kanadzie nastąpił okres niespotykanej wcześniej prosperity gospodarczej i eksplozji demograficznej. Napływał nieprzerwany strumień emigrantów z Europy oraz innych części świata. Rozwijał się przemysł, powstał rynek dóbr konsumpcyjnych. W szczególnym rozkwicie było rolnictwo kanadyjskie. Państwo wzbogacało się i chciało inwestować w naukę.
W 1932 w stołecznej Ottawie utworzono pierwsze laboratoria NRC, które rozkwitły dynamicznie dopiero w latach II wojny światowej, gdy popyt na nowe technologie w armiach alianckich sięgał zenitu. NRC uczestniczyło m.in. w amerykańskich i brytyjskich badaniach nad radarem, zapalnikiem zbliżeniowym, bronią chemiczną, itp.
Przez dwie dekady lat powojennych NRC odegrało najważniejszą rolę w eksplozji osiągnięć kanadyjskiej nauki i techniki. Co chwila z ottawskich laboratoriów wychodziły na świat wynalazki, które zmieniały oblicze cywilizacji: sztuczny rozrusznik serca (w l. 40 wszczepiany zewnętrznie w ciało chorego na zasadzie pompy ssąco-tłoczącej), Canola (olej roślinny z kultywarowej odmiany rzepy olejnej), Crash Position Indicator (urządzenie sygnalizujące położenie samolotu rozbitego na odludnych terenach lub w oceanie), pierwszy elektryczny wózek inwalidzki, bomba kobaltowa do leczenia nowotworów czy Canadarm – mechaniczne ramię manipulacyjne z systemem dźwigowym na użytek Międzynarodowej Stacji Kosmicznej.

## Agencje i filie
Z biegiem lat z NRC wyodrębniły się najważniejsze kanadyjskie agencje: Canadian Space Agency, Defence Research and Development Canada, Atomic Energy of Canada, Canadian Institutes of Health Research, Communications Security Establishment, Natural Sciences and Engineering Research Council.
Mimo że powyższe instytucje wyodrębniono poza oficjalną strukturę, NRC nadal pozostaje molochem, zatrudniającym 4 tysiące stałych pracowników w sieci około 20 placówek naukowo-badawczych i ich filii rozsianych na terenie całego kraju.
Jedna z nich, CISTI (Canada Institute for Scientific and Technical Information), zarządza przepotężną biblioteką fachową, która jest dla kanadyjskiego świata nauki niczym Biblioteka Aleksandryjska dla świata starożytnego. Jej zbiory to setki tysięcy woluminów, które udostępnia ludziom nauki załoga złożona z 300 bibliotekarzy. Z kolei Herzberg Institute of Astrophysics to wiodące krajowe centrum astronomii i astrofizyki, przeniesione w 1995 z Ottawy do Victorii (w Kolumbii Brytyjskiej). W Edmonton w Albercie znajduje się National Institute for Nanotechnology, który odkrywa sposoby tworzenia nowych struktur na poziomie pojedynczych atomów i cząsteczek. Bardzo cenione w świecie są instytuty zajmujące się biologią i informatyką.

## Polacy w NRC
Jak twierdził kanadyjski kontrwywiad, w okresie zimnej wojny kwatera główna NRC w Ottawie była najważniejszym celem zagranicznych szpiegów z bloku wschodniego. W związku z tym do laboratoriów dostawali się spoza Kanady tylko najlepsi fachowcy i po dokładnej weryfikacji służb specjalnych. Nigdy nie brakowało tu Polaków. Już w okresie II wojny światowej Kanada przyjęła ponad 600 techników, inżynierów i specjalistów przemysłu zbrojeniowego. Uzyskali oni początkowo jedynie prawo pobytu czasowego, ale po zakończeniu wojny większość z nich pozostała jako imigranci. Starannie wykształceni fachowcy innych branż przybywali również w latach powojennych i w okresie tzw. emigracji solidarnościowej. Dzięki temu liczba naukowców polskiego pochodzenia (wykształconych i w Polsce, i w Kanadzie), pracujących na odpowiedzialnych stanowiskach w kanadyjskich instytutach, ośrodkach badawczych, przy uczelniach wyższych i w sektorze prywatnym sięga blisko tysiąca. Wielu z nich znalazło zatrudnienie w strukturach NRC, m.in.:
Alec M. Bialski (ur. 1946): od 1995 r. dyrektor wydziału własności intelektualnej NRC, a także dyrektor Institute for Innovation Skills przy Lakeland College.
Teodor J. Błachut (1915-2004): geodeta i kartograf, twórca instrumentów fotogrametrycznych I kartograficznych. W 1951 r. założył, a następnie do 1980 kierował czołowym w świecie Ośrodkiem Badań Fotogrametrycznych przy NRC. 
- Mark T. Bomberg (ur. 1937): kierownik projektów na wydziale inżynieryjnym NRC, autor ponad 90 prac naukowych, redaktor naczelny Journal of Thermal Insulation.
- Tomasz A. Brzustowski (ur. 1937): posiadacz 12 doktoratów honoris causa, autor podręcznika termodynamiki, były wiceminister w rządzie prowincji Ontario. W latach 1995–2005 prezydent Natural Sciences and Engineering Research Council. 
- Jerzy A. Dobrowolski (ur. 1931): specjalista z dziedziny optyki cienkich warstw, m.in. współwynalazca metody zabezpieczenia przed fałszerstwem banknotów i dokumentów przy pomocy cienkich warstw. Przez 36 lat pracownik NRC w Ottawie, gdzie osiągnął stanowisko Principal Research Officer. Autor ponad 100 publikacji naukowych i 30 patentów.
- Jerzy P. Komorowski: obecny dyrektor generalny Instytutu Badań Powietrzno-Kosmicznych przy NRC.
- Juliusz (Luke) Łukasiewicz: specjalista aerodynamiki szybkości naddźwiękowych. W NRC w l. 1949-57, a później m.in. w von Kármán Gas Dynamics Facility (laboratoria amerykańskiego lotnictwa wojskowego, badania przy takich projektach, jak lądowanie człowieka na Księżycu w 1969 r., orbiter Space Shuttle, samoloty naddźwiękowe i pociski balistyczne). 
- Kazimierz J. Orlik-Ruckemann (ur. 1925): kierownik laboratorium aerodynamiki wysokich szybkości (1958-62) i laboratorium aerodynamiki stosowanej (1990-91). Na ostatnim stanowisku odpowiadał za ok. 50 pracowników naukowych i 5 tuneli aerodynamicznych. Autor ponad 130 prac naukowych.
- Marian (Manny) Radomski (ur. 1934): specjalista z zakresu medycyny lotniczej I kosmicznej oraz... nurkowania. W l. 1984-2001 dyrektor generalny Instytutu Medycyny Środowiskowej, doradca lotnictwa wojskowego i profesor na wydziałach fizjologii i zdrowia społecznego oraz edukacji w zakresie medycyny na Uniwersytecie Torontońskim.
- Mirosław Romanowski (zm. 1991): światowej sławy metrolog i fizyk, w NRC pomagał utworzyć Wydział Fizyki Stosowanej. Konsultant rządowy z zakresu statystyki i wyznaczania standardów metrologicznych. 
- Roman Szumski: od 2005 wiceprezydent NRC, odpowiedzialny za nauki biologiczne, decydent w eksperymentalnym procesie budowania strategicznego partnerstwa pomiędzy sektorem prywatnym i publicznym w zakresie nauk biologicznych. 